# The Home Towners
The Home Towners est un film américain réalisé par Bryan Foy, sorti en 1928.

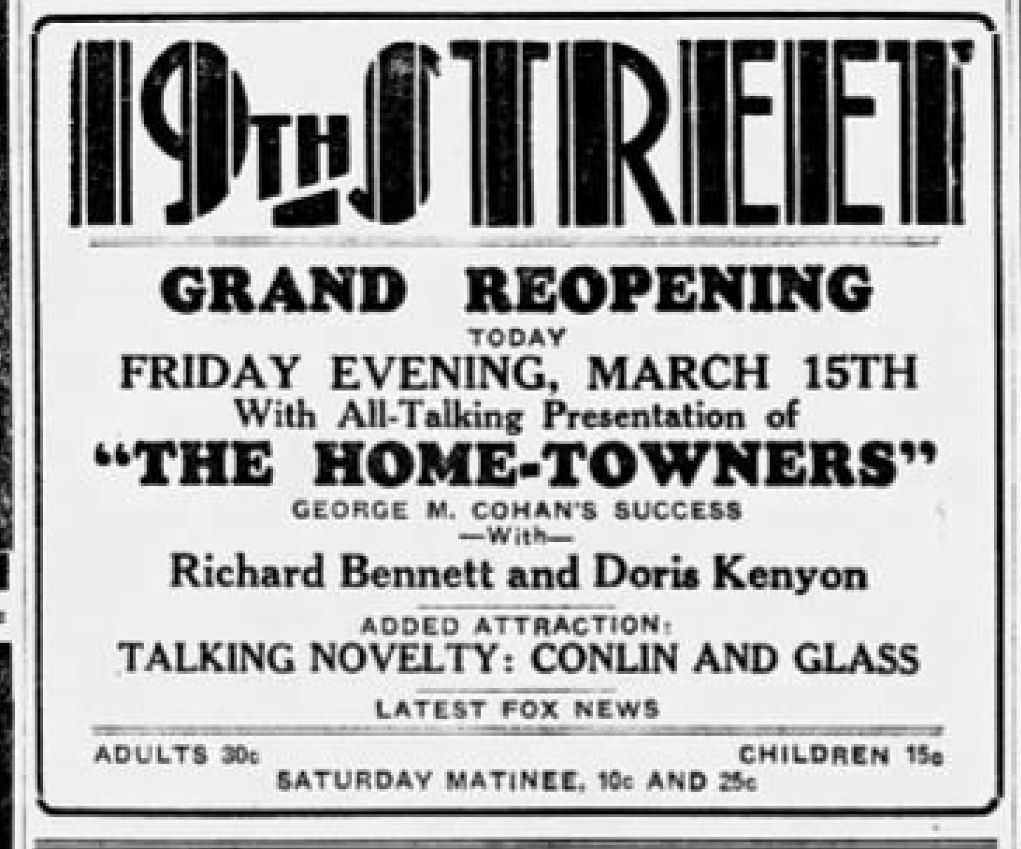
Réclame pour le film dans le magazine Morning Call

C'est le troisième film parlant produit par Warner Bros. Pictures. Reconnu par la critique de l'époque, il est considéré comme perdu.

## Fiche technique
- Réalisation : Bryan Foy
- Scénario : Addison Burkhard, Murray Roth d'après la pièce The Home Towners de George M. Cohan
- Photographie : Barney McGill, Willard Van Enger
- Production : Warner Bros. Pictures
- Durée:  11 bobines[3]
- Date de sortie : 3 novembre 1928

## Distribution
- Richard Bennett : Vic Arnold
- Doris Kenyon : Beth Calhoun
- Robert McWade : P. H. Bancroft
- Robert Edeson : Mr. Calhoun
- Gladys Brockwell : Lottie Bancroft
- John Miljan : Joe Roberts
- Vera Lewis : Mme. Calhoun
- Stanley Taylor : Wally Calhoun
- James T. Mack : Casey